# Điền Khất
Điền Khất (chữ Hán: 田乞, ?-485 TCN, tức Điền Hi tử (田釐子), là vị tông chủ thứ 7 của họ Điền, thế gia của nước Tề thời Xuân Thu trong lịch sử Trung Quốc, đồng thời là tổ tiên của các vị vua Điền Tề sau này.

## Sự nghiệp
Điền Khất là con trai thứ của Điền Vô Vũ, tông chủ thứ năm của họ Điền, em Điền Khai, tông chủ thứ sáu của họ Điền. Năm 516 TCN, Điền Khai chết, Điền Khất lên thế tập. Ông ra sức thu phục lòng dân về mình, đại thần Án Anh thấy vậy xin Tề Cảnh công nói với Tề Cảnh công và khuyên Cảnh công đề phòng nhưng vua Tề không nghe. Án Anh đã có lúc phải than: "Chính quyền của nước Tề ngày sau sẽ về tay Điền thị". Người trong họ với Điền Khất là Tư Mã Nhương Tư có công được phong đại tư mã, cũng bị Điền Khất gièm pha với Tề Cảnh công và bị cách chức.
Năm 493 TCN, họ Phạm và họ Trung Hàng nước Tấn tranh chấp quyền lực với 4 họ thượng khanh khác, sai người sang Tề xin lương thực. Điền Khất bèn xin Tề Cảnh công giúp thóc cho họ Phạm và họ Trung Hàng.
Năm 490 TCN, Tề Cảnh công qua đời, Cảnh công yêu quý con nhỏ là Khương Đồ, lập làm thế tử, bèn lệnh cho đại phu họ Cao và họ Quốc giúp Khương Đồ làm vua và đuổi những người con lớn sang đất Lai. Sau khi Tề Cảnh công qua đời, Khương Đồ lên nối ngôi, tức là Tề An Nhũ Tử. Tháng 10 năm 489 TCN, Điền Khất lập mưu chia rẽ khiến cho các đại phu ghét họ Cao và họ Quốc (vốn ủng hộ An Nhũ tử). Các đại phu bèn liên kết với họ Bão và Điền Khất tấn công họ Cao, họ Quốc. Họ Cao và họ Quốc phải chạy sang nước Lỗ.
Điền Khất sai người sang nước Lỗ đón công tử Dương Sinh về nước giấu trong nhà và triệu Bão Mục tới, ép phải đồng mưu lập vua mới. Bão Mục đồng ý, cùng Điền Khất phế truất An Nhũ Tử và lập công tử Dương Sinh lên nối ngôi, tức là Tề Điệu công. An Nhũ Tử bị mang đến ấp Thai giết chết. Điền Khất được Tề Điệu công phong làm tướng quốc, thế lực của họ Điền dần lớn mạnh.
Năm 485 TCN, Điền Khất/Điền Hi tử mất, con ông là Điền Hằng kế vị, tức Điền Thành tử.